# Eucalyptopsis
Eucalyptopsis là một chi thực vật thuộc họ Myrtaceae. 

## Các loài
Chi này có các loài sau (tuy nhiên danh sách này có thể chưa đủ):
- Eucalyptopsis alauda Craven – New Guinea incl. Woodlark Island[2]

Synonym: Eucalyptopsis sp. aff. papuana C.T.White (1951)
- Eucalyptopsis papuana C.T.White – New Guinea, Moluccas[1]